# Посёлки Азербайджана
По состоянию на 2011 год в Азербайджане, согласно законодательству страны, насчитывается 256 посёлков городского типа (азерб. şəhər tipli qəsəbə). Часть из них с 1993 по ноябрь 2020 года находилась на территории непризнанной Нагорно-Карабахской Республики и де-факто не принадлежали Азербайджану.

## Бакинский экономический район

### городБаку[1]

#### Бинагадинский район[2][3][4]
| Название             | Азербайджанское название | Статус с | Население тыс. чел. (2018) | Примечания    |
| -------------------- | ------------------------ | -------- | -------------------------- | ------------- |
| Баладжары            | Biləcəri                 | 1936     | 50,2                       |               |
| Бинагади             | Binəqədi                 | 1936     | 39,0                       |               |
| Мамед Эмин Расулзаде | Məmməd Əmin Rəsulzadə    | 1936     | 54,0                       | ранее — Киров |
| Сулутепе             | Sulutəpə                 |          | 18,3                       |               |
| Ходжасан             | Xocəsən                  | 1936     | 3,6                        |               |
| 28 Мая (посёлок)     | 28 May                   |          | 7,0                        |               |

#### Карадагский район
| Название   | Азербайджанское название | Статус с | Население тыс. чел. (2018) | Примечания       |
| ---------- | ------------------------ | -------- | -------------------------- | ---------------- |
| Алят       | Ələt                     | 1935     | 12,4                       |                  |
| Баш-Алят   | Baş Ələt                 |          | 1,5                        |                  |
| Гобустан   | Qobustan                 | 1951     | 17,4                       |                  |
| Ени-Алят   | Yeni Ələt                |          | -                          |                  |
| Карадаг    | Qaradağ                  |          | 0,1                        |                  |
| Каракоса   | Qarakosa                 |          | -                          |                  |
| Кёргёз     | Korgöz                   | 1945     | 2,4                        |                  |
| Котал      | Kotal                    |          | 0,4                        |                  |
| Кызыл-Даш  | Qızıldaş                 | 1973     | 4,9                        |                  |
| Локбатан   | Lökbatan                 | 1936     | 38,9                       |                  |
| Мушфигабад | Müşfiqabad               | 1988     | 10,0                       |                  |
| Пирсагат   | Pirsaat                  | 1936     | -                          |                  |
| Пута       | Puta                     | 1936     | 1,5                        |                  |
| Сангачалы  | Sanqaçal                 | 1967     | 4,8                        |                  |
| Сахиль     | Sahil                    | 1952     | 25,7                       | ранее — Приморск |
| Умид       | Ümid                     |          | 0,8                        |                  |
| Чеильдаг   | Çeyildağ                 | 1951     | 1,3                        |                  |
| Шонгар     | Şonqar                   | 1945     | 0,8                        |                  |
| Шубаны     | Şubanı                   | 1936     | -                          |                  |
| Шыхляр     | Şıxlar                   |          | 0,9                        |                  |
| Эйбат      | Heybət                   |          | 0,1                        |                  |

#### Низаминский район
| Название | Азербайджанское название | Статус с | Население тыс. чел. (2018) | Примечания |
| -------- | ------------------------ | -------- | -------------------------- | ---------- |
| Кишлы    | Keşlə                    |          | 25,3                       |            |

#### Пираллахинский район
| Название       | Азербайджанское название | Статус с | Население тыс. чел. (2018) | Примечания           |
| -------------- | ------------------------ | -------- | -------------------------- | -------------------- |
| Гюргян         | Gürgən                   | 1955     | 1,2                        |                      |
| Жилой          | Çilov                    | 1949     | 1,7                        |                      |
| Нефтяные Камни | Neft Daşları             | 1952     | 0,4                        |                      |
| Пираллахи      | Pirallahı                | 1936     | 17,0                       | ранее — Артём-Остров |

#### Сабаилский район
| Название   | Азербайджанское название | Статус с | Население тыс. чел. (2018) | Примечания     |
| ---------- | ------------------------ | -------- | -------------------------- | -------------- |
| Бадамдар   | Badamdar                 |          | 22,3                       |                |
| Биби-Эйбат | Bibiheybət               | 1936     | 2,1                        | ранее — Ханлар |

#### Сабунчинский район
| Название  | Азербайджанское название | Статус с | Население тыс. чел. (2018) | Примечания           |
| --------- | ------------------------ | -------- | -------------------------- | -------------------- |
| Бакиханов | Bakıxanov                | 1936     | 76,0                       | ранее — Степан Разин |
| Балаханы  | Balaxanı                 | 1936     | 14,3                       |                      |
| Бильгях   | Bilgəh                   | 1937     | 8,6                        |                      |
| Забрат    | Zabrat                   | 1936     | 29,3                       |                      |
| Кюрдаханы | Kürdəxanı                | 1937     | 6,6                        |                      |
| Маштага   | Maştağa                  | 1937     | 45,9                       |                      |
| Нардаран  | Nardaran                 | 1966     | 10,1                       |                      |
| Пиршага   | Pirşağı                  | 1966     | 7,0                        |                      |
| Рамана    | Ramana                   | 1936     | 12,8                       |                      |
| Сабунчи   | Sabunçu                  | 1936     | 32,4                       |                      |

#### Сураханский район
| Название     | Азербайджанское название | Статус с | Население тыс. чел. (2018) | Примечания           |
| ------------ | ------------------------ | -------- | -------------------------- | -------------------- |
| Амираджан    | Əmircan                  | 1936     | 32,0                       |                      |
| Бюльбюля     | Bülbülə                  | 1936     | 25,1                       |                      |
| Говсан       | Hövsan                   | 1966     | 42,0                       |                      |
| Ени-Сураханы | Yeni Suraxanı            | 1936     | 18,0                       | ранее — им. Кирова   |
| Зых          | Zığ                      | 1936     | 14,2                       |                      |
| Карачухур    | Qaraçuxur                | 1936     | 86,6                       | ранее — Серебровский |

#### Хазарский район
| Название | Азербайджанское название | Статус с | Население тыс. чел. (2018) | Примечания |
| -------- | ------------------------ | -------- | -------------------------- | ---------- |
| Бина     | Binə                     | 1936     | 56,6                       |            |
| Бузовна  | Buzovna                  | 1937     | 31,3                       |            |
| Зиря     | Zirə                     | 1960     | 12,3                       |            |
| Кала     | Qala                     | 1936     | 4,9                        |            |
| Мардакян | Mərdəkan                 | 1936     | 24,9                       |            |
| Тюркан   | Türkan                   | 1960     | 12,4                       |            |
| Шаган    | Şağan                    |          | 3,5                        |            |
| Шувелян  | Şüvəlan                  | 1937     | 19,3                       |            |

#### Хатаинский район
| Название | Азербайджанское название | Статус с | Население тыс. чел. (2018) | Примечания |
| -------- | ------------------------ | -------- | -------------------------- | ---------- |
| Ахмедли  | Əhmədli                  | 1936     | 11,2                       |            |

## Апшеронский экономический район

### Апшеронский район
| Название     | Азербайджанское название | Статус с | Население тыс. чел. (2018) | Примечания |
| ------------ | ------------------------ | -------- | -------------------------- | ---------- |
| Ашагы-Гюздек | Aşağı Güzdək             |          | 4,4                        |            |
| Геокмалы     | Hökməli                  | 1937     | 9,9                        |            |
| Гюздек       | Güzdək                   | 1937     | 2,9                        |            |
| Джейранбатан | Ceyranbatan              | 1959     | 8,3                        |            |
| Дигях        | Digah                    | 1936     | 5,0                        |            |
| Гобу         | Qobu                     | 1937     | 10,5                       |            |
| Мехдиабад    | Mehdiabad                |          | 12,7                       |            |
| Сарай        | Saray                    | 1967     | 20,4                       |            |

### Хызинский район
| Название | Азербайджанское название | Статус с | Население тыс. чел. (2018) | Примечания   |
| -------- | ------------------------ | -------- | -------------------------- | ------------ |
| Алтыагач | Altıağac                 |          | 1,4                        |              |
| Гилязи   | Giləzi                   |          | 3,7                        | также Килязи |
| Шураабад | Şuraabad                 |          | 2,1                        |              |

### городСумгаит
| Название          | Азербайджанское название | Статус с | Население тыс. чел. (2018) | Примечания       |
| ----------------- | ------------------------ | -------- | -------------------------- | ---------------- |
| Гаджи-Зейналабдин | Hacı Zeynalabdin Tağıyev | 1938     | 23,4                       | ранее — Насосный |
| Джорат            | Corat                    | 1937     | 13,6                       |                  |

## Аранский экономический район

### Агдашский район
| Название  | Азербайджанское название | Статус с | Население тыс. чел. (2018) | Примечания |
| --------- | ------------------------ | -------- | -------------------------- | ---------- |
| Ляки      | Ləki                     | 1938     | 3,8                        |            |
| Турианчай | Türyançay                | 1947     | 0,3                        |            |

### Агджабединский район
| Название | Азербайджанское название | Статус с | Население тыс. чел. (2018) | Примечания |
| -------- | ------------------------ | -------- | -------------------------- | ---------- |
| Гиндарх  | Hindarx                  |          | 8,9                        |            |

### Аджикабулский район
| Название | Азербайджанское название | Статус с | Население тыс. чел. (2018) | Примечания |
| -------- | ------------------------ | -------- | -------------------------- | ---------- |
| Балыкчы  | Balıqçı                  |          | -                          |            |
| Мугань   | Muğan                    | 1975     | 5,7                        |            |
| Наваги   | Navahı                   |          | 2,5                        |            |
| Падар    | Padar                    |          | 1,1                        |            |
| Пирсагат | Pirsaat                  |          | 1,2                        |            |

### Бейлаганский район
| Название     | Азербайджанское название | Статус с | Население тыс. чел. (2018) | Примечания |
| ------------ | ------------------------ | -------- | -------------------------- | ---------- |
| Араз         | Araz                     |          | 0,2                        |            |
| Багар        | Bahar                    |          | 1,3                        |            |
| Багарабад    | Baharabad                |          | 1,0                        |            |
| Болсулу      | Bolsulu                  |          | 0,9                        |            |
| Гюнеш        | Günəş                    |          | 0,9                        |            |
| Ени-Миль     | Yeni Mil                 |          | 2,3                        |            |
| Каграманлы   | Qəhrəmanlı               | 1966     | 2,0                        |            |
| Маяк         | Mayak                    |          | 0,8                        |            |
| Орджоникидзе | Orconikidze              | 1943     | 2,4                        |            |
| Мильабад     | Milabad                  |          | 2,4                        |            |
| Оранкала     | Örənqala                 |          | 2,1                        |            |
| Сарысу       | Sarısu                   |          | 0,7                        |            |
| Тюркляр      | Türklər                  |          | 1,8                        |            |
| Шарг         | Şərq                     |          | 1,9                        |            |
| Шафаг        | Şəfəq                    |          | 1,3                        |            |
| Юхары-Аран   | Yuxarı Aran              |          | 1,9                        |            |

### Евлахский район
| Название | Азербайджанское название | Статус с | Население тыс. чел. (2018) | Примечания        |
| -------- | ------------------------ | -------- | -------------------------- | ----------------- |
| Аран     | Aran                     | 1946     | 6,9                        | ранее — 28 апреля |
| Дузбаг   | Duzdağ                   |          | 0,5                        |                   |
| Мейвели  | Meyvəli                  |          | 0,3                        |                   |

### Зардобский район
| Название | Азербайджанское название | Статус с | Население тыс. чел. (2018) | Примечания |
| -------- | ------------------------ | -------- | -------------------------- | ---------- |
| Бегимли  | Bəyimli                  | 1968     | 1,0                        |            |

### Имишлинский район
| Название   | Азербайджанское название | Статус с | Население тыс. чел. (2018) | Примечания     |
| ---------- | ------------------------ | -------- | -------------------------- | -------------- |
| Бахрамтепе | Bəhrəmtəpə               | 1960     | 4,9                        | ранее — Бирмай |
| Ватага     | Vətəgə                   |          | -                          |                |

### Кюрдамирский район
| Название   | Азербайджанское название | Статус с | Население тыс. чел. (2018) | Примечания |
| ---------- | ------------------------ | -------- | -------------------------- | ---------- |
| Карабуджак | Qarabucaq                |          | 1,6                        |            |
| Каррар     | Karrar                   |          | 1,7                        |            |

### Нефтечалинский район
| Название  | Азербайджанское название | Статус с | Население тыс. чел. (2018) | Примечания        |
| --------- | ------------------------ | -------- | -------------------------- | ----------------- |
| Банк      | Bankə                    | 1935     | 7,9                        |                   |
| Гасанабад | Həsənabad                | 1993     | 6,9                        | ранее — Советабад |
| Хыллы     | Xıllı                    | 1953     | 4,3                        |                   |

### Сальянский район
| Название   | Азербайджанское название | Статус с | Население тыс. чел. (2018) | Примечания |
| ---------- | ------------------------ | -------- | -------------------------- | ---------- |
| Гырх-Чираг | Qırx Çıraq               |          | 0,3                        |            |
| Карачала   | Qaraçala                 | 1934     | 4,9                        |            |

### городШирван
| Название        | Азербайджанское название | Статус с | Население тыс. чел. (2018) | Примечания |
| --------------- | ------------------------ | -------- | -------------------------- | ---------- |
| Байрамлы        | Bayramlı                 |          | 2,5                        |            |
| Гаджыкаграманлы | Hacıqəhrəmanlı           | 1975     | 2,5                        |            |

## Карабахский экономический район
Территория Верхне-Карабахского экономического района частично контролировалась силами НКР.

### Агдамский район
С 1993 по ноябрь 2020 года бо́льшая часть территории района контролировалась армянскими вооруженными формированиями.
| Название        | Азербайджанское название | Статус с | Население тыс. чел. (2018) | Примечания |
| --------------- | ------------------------ | -------- | -------------------------- | ---------- |
| Аджарлы         | Acarlı                   |          |                            |            |
| Алыбейли Первые | Birinci Alıbəyli         |          |                            |            |
| Алыбейли Вторые | İkinci Alıbəyli          |          |                            |            |
| Беневшеляр      | Bənövşələr               |          |                            |            |
| Бахарлы Первые  | Birinci Baharlı          |          |                            |            |
| Бахарлы Вторые  | İkinci Baharlı           |          |                            |            |
| Дёрдйол Первый  | Birinci Dördyol          |          |                            |            |
| Дёрдйол Второй  | İkinci Dördyol           |          |                            |            |
| Имамкулубейли   | İmamqulubəyli            |          |                            |            |
| Касымбейли      | Qasımbəyli               |          |                            |            |
| Кузанлы         | Quzanlı                  |          | 3,1                        |            |
| Кузанлы Первые  | Birinci Quzanlı          |          |                            |            |
| Сафарали        | Səfərli                  |          |                            |            |
| Тазакенд        | Təzəkənd                 |          |                            |            |

### Агдеринский район
| Название | Азербайджанское название | Статус с | Население тыс. чел. (2018) | Примечания         |
| -------- | ------------------------ | -------- | -------------------------- | ------------------ |
| Шихарх   | Şıxarx                   | 1966     | 0,1                        | ранее — Ленинаван. |

### Джебраильский район
С 1993 по ноябрь 2020 года территории района полностью контролировалась армянскими вооруженными формированиями.
| Название  | Азербайджанское название | Статус с | Население тыс. чел. (2018) | Примечания |
| --------- | ------------------------ | -------- | -------------------------- | ---------- |
| Кумлак    | Qumlaq                   |          | 0,3                        |            |
| Махмудлу  | Mahmudlu                 |          | 1,3                        |            |
| Халафли   | Xələfli                  |          | 0,5                        |            |
| Худаферин | Xudafərin                |          | 0,4                        |            |

### Физулинский район
Около половины территории Физулинского района с 1993 по ноябрь 2020 года контролировалась армянскими вооруженными формированиями.
| Название    | Азербайджанское название | Статус с | Население тыс. чел. (2018) | Примечания |
| ----------- | ------------------------ | -------- | -------------------------- | ---------- |
| Гайыдыш 1   | Qayıdış 1                |          |                            |            |
| Гайыдыш 2   | Qayıdış 2                |          |                            |            |
| Гайыдыш 3   | Qayıdış 3                |          |                            |            |
| Гайыдыш 4   | Qayıdış 4                |          |                            |            |
| Гайыдыш 5   | Qayıdış 5                |          |                            |            |
| Гайыдыш 6   | Qayıdış 6                |          |                            |            |
| Гайыдыш 7   | Qayıdış 7                |          |                            |            |
| Гайыдыш 8   | Qayıdış 8                |          |                            |            |
| Гайыдыш 9   | Qayıdış 9                |          |                            |            |
| Гайыдыш 10  | Qayıdış 10               |          |                            |            |
| Гайыдыш 11  | Qayıdış 11               |          |                            |            |
| 1-й Зобучуг | Birinci Zobucuq          |          |                            |            |
| 2-й Зобучуг | İkinci Zobucuq           |          |                            |            |
| 3-й Зобучуг | Üçüncü Zobucuq           |          |                            |            |
| 4-й Зобучуг | Dördüncü Zobucuq         |          |                            |            |
| 5-й Зобучуг | Beşinci Zobucuq          |          |                            |            |

### Ходжавендский район
| Название      | Азербайджанское название | Статус с | Население тыс. чел. (2018) | Примечания |
| ------------- | ------------------------ | -------- | -------------------------- | ---------- |
| Гадрут        | Hadrut                   | 1963     | 2,5                        |            |
| Красный Базар | Qırmızı Bazar            | 1947     | 1,2                        |            |

### Ходжалинский район
| Название | Азербайджанское название | Статус с | Население тыс. чел. (2018) | Примечания |
| -------- | ------------------------ | -------- | -------------------------- | ---------- |
| Аскеран  | Əsgəran                  | 1967     | 1,6                        |            |

### Шушинский район
| Название | Азербайджанское название | Статус с | Население тыс. чел. (2018) | Примечания |
| -------- | ------------------------ | -------- | -------------------------- | ---------- |
| Туршсу   | Turşsu                   |          | 1,3                        |            |

### городХанкенди
| Название    | Азербайджанское название | Статус с | Население тыс. чел. (2018) | Примечания |
| ----------- | ------------------------ | -------- | -------------------------- | ---------- |
| Кяркиджахан | Kərkicahan               |          | 2,2                        |            |

## Горно-Ширванский экономический район

### Гобустанский район
| Название | Азербайджанское название | Статус с | Население тыс. чел. (2018) | Примечания |
| -------- | ------------------------ | -------- | -------------------------- | ---------- |
| Узумчу   | Üzümçü                   |          | 0,4                        |            |

### Исмаиллинский район
| Название | Азербайджанское название | Статус с | Население тыс. чел. (2018) | Примечания |
| -------- | ------------------------ | -------- | -------------------------- | ---------- |
| Баскал   | Basqal                   |          | 1,5                        |            |
| Лагич    | Lahıc                    | 1935     | 0,9                        |            |

### Шемахинский район
| Название        | Азербайджанское название | Статус с | Население тыс. чел. (2018) | Примечания |
| --------------- | ------------------------ | -------- | -------------------------- | ---------- |
| Ашкар           | Aşkar                    |          | 0,0                        |            |
| Матраса         | Mədrəsə                  | 1968     | 2,5                        |            |
| Сабир           | Sabir                    | 1960     | 3,8                        |            |
| Шахрияр         | Şəhriyar                 |          | 2,9                        |            |
| Юсиф Мамедалиев | Yusif Məmmədəliyev       |          | 0,1                        |            |

## Гянджа-Казахский экономический район

### городГянджа
| Название   | Азербайджанское название | Статус с | Население тыс. чел. (2018) | Примечания |
| ---------- | ------------------------ | -------- | -------------------------- | ---------- |
| Аджикенд   | Hacıkənd                 | 1943     | 0,4                        |            |
| Гёйгйль    | Göygöl                   |          | -                          |            |
| Джавадхан  | Cavadxan                 |          | 4,4                        |            |
| Мехсети    | Məhsəti                  |          | 14,3                       |            |
| Натеван    | Natəvan                  | 2012     | 4,8                        |            |
| Садыллы    | Sadıllı                  |          | 11,2                       |            |
| Шыхзаманлы | Şıxzamanlı               |          | 8,5                        |            |

### Акстафинский район
| Название     | Азербайджанское название | Статус с | Население тыс. чел. (2018) | Примечания                      |
| ------------ | ------------------------ | -------- | -------------------------- | ------------------------------- |
| Ази-Асланов  | Həzi Aslanov             |          | 0,2                        |                                 |
| Вургун       | Vurğun                   | 1966     | 3,0                        | ранее — Калининкенд             |
| Джейранчёль  | Ceyrançöl                |          | 0,0                        |                                 |
| Караязы      | Qarayazı                 |          | 0,6                        |                                 |
| Пойлу        | Poylu                    |          | 1,7                        |                                 |
| Салоглы      | Saloğlu                  |          | 1,8                        | ранее — Кухети                  |
| Союкбулак    | Soyuqbulaq               |          | 1,1                        | ранее — Согут-булах, Циви-Цкаро |
| Союкбулаклар | Soyuqbulaqlar            |          | 0,2                        |                                 |
| Шакарлы      | Şəkərli                  |          | 0,0                        |                                 |

### Гёйгёльский район
| Название       | Азербайджанское название | Статус с | Население тыс. чел. (2018) | Примечания |
| -------------- | ------------------------ | -------- | -------------------------- | ---------- |
| Аджимелик      | Hacıməlik                |          | 4,3                        |            |
| Ашагы-Зурнабад | Aşağı Zurnabad           |          | 0,1                        |            |
| Бахрамбаг      | Bəhrambağ                |          | 0,4                        |            |
| Кызылкая       | Qızılqaya                |          | 1,0                        |            |
| Фирузабад      | Firuzabad                |          | 0,4                        |            |
| Ханлар         | Xanlar                   |          | 0,3                        |            |

### Геранбойский район
| Название        | Азербайджанское название | Статус с | Население тыс. чел. (2018) | Примечания                                                 |
| --------------- | ------------------------ | -------- | -------------------------- | ---------------------------------------------------------- |
| Ашагы-Агджакенд | Aşağı Ağcakənd           | 1961     | 0,8                        | ранее — Шаумяновск. На посёлок претендует непризнанная НКР |
| Герань          | Goran                    |          | 0,3                        |                                                            |
| Газанбулаг      | Qazanbulaq               | 1949     | 0,8                        |                                                            |
| Гызылгаджылы    | Qızılhacılı              |          | 7,1                        |                                                            |
| Кюракчай        | Kürəkçay                 |          | 0,2                        |                                                            |
| Юхары-Агджакенд | Yuxarı Ağcakənd          | 1973     | 0,0                        | на посёлок претендует непризнанная НКР                     |

### Дашкесанский район
| Название         | Азербайджанское название | Статус с | Население тыс. чел. (2018) | Примечания |
| ---------------- | ------------------------ | -------- | -------------------------- | ---------- |
| Алунитдаг        | Alunitdağ                | 1958     | 0,8                        |            |
| Верхний Дашкесан | Yuxarı Daşkəsən          | 1966     | 2,0                        |            |
| Дашкесан         | Daşkəsən                 | 1942     | 0,5                        |            |
| Кушчинский       | Quşçu                    | 1963     | 0,5                        |            |
| Кушчинский Мост  | Quşçu Körpüsü            |          | 0,4                        |            |

### Самухский район
| Название      | Азербайджанское название | Статус с | Население тыс. чел. (2018) | Примечания |
| ------------- | ------------------------ | -------- | -------------------------- | ---------- |
| Алабашлы      | Alabaşlı                 |          | 1,5                        |            |
| Енибаг        | Yenibağ                  |          | 0,0                        |            |
| Институтский  | İnstitut                 | 1963     | 1,3                        |            |
| Караарх       | Qaraarx                  |          | 0,6                        |            |
| Караери       | Qarayeri                 | 1960     | 6,3                        |            |
| Красный Самух | Qırmızı Samux            |          | 2,0                        |            |

### Таузский район
| Название | Азербайджанское название | Статус с | Население тыс. чел. (2018) | Примечания |
| -------- | ------------------------ | -------- | -------------------------- | ---------- |
| Ковлар   | Qovlar                   | 1967     | 15,2                       |            |

### Шамкирский район
| Название     | Азербайджанское название | Статус с | Население тыс. чел. (2018) | Примечания    |
| ------------ | ------------------------ | -------- | -------------------------- | ------------- |
| Барлыбаг     | Barlıbağ                 |          | 0,4                        |               |
| Далляр       | Dəllər                   | 1973     | 5,1                        |               |
| Дзегам       | Zəyəm                    | 1967     | 8,6                        |               |
| Кюр          | Kür                      | 1978     | 8,4                        |               |
| Самед Вургун | Səməd Vurğun             |          | 1,5                        |               |
| Физули       | Füzuli                   |          | 0,7                        |               |
| Чинарлы      | Çinarlı                  | 1962     | 7,3                        | ранее — Ленин |

## Кельбаджар-Лачинский экономический район

### Зангеланский район
С 1993 по ноябрь 2020 года территории района полностью контролировалась армянскими вооруженными силами непризнанной НКР.
| Название  | Азербайджанское название | Статус с | Население тыс. чел. (2018) | Примечания |
| --------- | ------------------------ | -------- | -------------------------- | ---------- |
| Агбенд    | Ağbənd                   |          | 0,5                        |            |
| Аг-Оюк    | Ağ Oyuq                  |          | 0,2                        |            |
| Бартаз    | Bartaz                   |          | 1,0                        |            |
| Гакари    | Həkəri                   |          | 0,7                        |            |
| Миндживан | Mincivan                 | 1959     | 6,5                        |            |

### Кельбаджарский район
С 1993 по ноябрь 2020 года территории района полностью контролировалась армянскими вооруженными формированиями.
| Название | Азербайджанское название | Статус с | Население тыс. чел. (2018) | Примечания                  |
| -------- | ------------------------ | -------- | -------------------------- | --------------------------- |
| Истису   | İstisu                   | 1960     | 1,4                        | Название в НКР — Джермаджур |

### Лачинский район
С 1992 по ноябрь 2020 года территории района полностью контролировались армянскими вооруженными формированиями.
| Название | Азербайджанское название | Статус с | Население тыс. чел. (2018) | Примечания |
| -------- | ------------------------ | -------- | -------------------------- | ---------- |
| Гайгы    | Qayğı                    |          | 0,4                        |            |

## Губа-Хачмазский экономический район

### Губинский район
| Название        | Азербайджанское название | Статус с | Население тыс. чел. (2018) | Примечания |
| --------------- | ------------------------ | -------- | -------------------------- | ---------- |
| Багбанлы        | Bağbanlı                 |          | 1,9                        |            |
| Барлы           | Barlı                    |          | 2,0                        |            |
| Гянджляр        | Gənclər                  |          | 0,5                        |            |
| Зардаби         | Zərdabi                  |          | 4,5                        |            |
| Карачай         | Qaraçay                  |          | 1,7                        |            |
| Конагкенд       | Qonaqkənd                | 1964     | 1,8                        |            |
| Красная Слобода | Qırmızı Qəsəbə           | 1933     | 3,2                        |            |

### Гусарский район
| Название | Азербайджанское название | Статус с | Население тыс. чел. (2018) | Примечания |
| -------- | ------------------------ | -------- | -------------------------- | ---------- |
| Самур    | Samur                    | 1975     | 2,3                        |            |

### Сиазаньский район
| Название    | Азербайджанское название | Статус с | Население тыс. чел. (2018) | Примечания |
| ----------- | ------------------------ | -------- | -------------------------- | ---------- |
| Гильгильчай | Gilgilçay                | 1944     | 1,1                        |            |

### Хачмазский район
| Название    | Азербайджанское название | Статус с | Население тыс. чел. (2018) | Примечания |
| ----------- | ------------------------ | -------- | -------------------------- | ---------- |
| Арзу        | Arzu                     |          | 1,4                        |            |
| Ашага-Легер | Aşağı Ləgər              |          | 0,4                        |            |
| Гюнешли     | Günəşli                  |          | 0,0                        |            |
| Далгалы     | Dalğalı                  |          | 0,2                        |            |
| Ени-Хаят    | Yeni Həyat               |          | 3,9                        |            |
| Мешали      | Meşəli                   |          | 0,1                        |            |
| Мухтадир    | Müqtədir                 | 1949     | 2,2                        |            |
| Самурчай    | Samurçay                 |          | 0,1                        |            |
| Сахилляр    | Sahillər                 |          | 0,0                        |            |
| Турист      | Turist                   |          | 0,1                        |            |
| Шимал       | Şimal                    |          | 0,4                        |            |
| Шоллар      | Şollar                   | 1935     | 0,2                        |            |

## Ленкоранский экономический район

### Астаринский район
| Название | Азербайджанское название | Статус с | Население тыс. чел. (2018) | Примечания |
| -------- | ------------------------ | -------- | -------------------------- | ---------- |
| Кижаба   | Kijəbə                   | 1944     | 6,4                        |            |
| Арчиван  | Ərçivan                  | 2008     | 9,7                        |            |

### Джалилабадский район
| Название    | Азербайджанское название | Статус с | Население тыс. чел. (2018) | Примечания |
| ----------- | ------------------------ | -------- | -------------------------- | ---------- |
| Новоголовка | Novoqolovka              |          | -                          |            |

### Ленкоранский район
| Название        | Азербайджанское название | Статус с | Население тыс. чел. (2018) | Примечания      |
| --------------- | ------------------------ | -------- | -------------------------- | --------------- |
| Ашагы-Нюведи    | Aşağı Nüvədi             | 1971     | 3,2                        |                 |
| Гафтони         | Haftoni                  | 1964     | 2,3                        |                 |
| Герматюк        | Gərmətük                 | 1971     | 4,5                        |                 |
| Гиркан          | Hirkan                   | 1964     | 1,9                        | ранее — Аврора  |
| Истису          | İstisu                   | 1938     | 3,7                        | ранее — Кировск |
| Нариманабад     | Nərimanabad              | 1935     | 4,9                        |                 |
| Рыбачий Посёлок | Balıqçılar               |          | 2,5                        |                 |
| Ширинсу         | Şirinsu                  |          | 1,3                        |                 |

### Масаллинский район
| Название  | Азербайджанское название | Статус с | Население тыс. чел. (2018) | Примечания |
| --------- | ------------------------ | -------- | -------------------------- | ---------- |
| Аркиван   | Ərkivan                  |          | 17,8                       |            |
| Борадыгях | Boradigah                | 1966     | 7,0                        |            |

## Нахичеванский экономический район

### городНахичевань
| Название | Азербайджанское название | Статус с | Население тыс. чел. (2018) | Примечания           |
| -------- | ------------------------ | -------- | -------------------------- | -------------------- |
| Алиабад  | Əliabad                  |          | 2,9                        | ранее — Мясниковабад |

### Бабекский район
| Название | Азербайджанское название | Статус с | Население тыс. чел. (2018) | Примечания |
| -------- | ------------------------ | -------- | -------------------------- | ---------- |
| Джагри   | Cəhri                    | 2020     |                            |            |
| Нехрам   | Nehrəm                   | 2020     |                            |            |

### Кенгерлинский район
| Название | Азербайджанское название | Статус с | Население тыс. чел. (2018) | Примечания |
| -------- | ------------------------ | -------- | -------------------------- | ---------- |
| Кыврак   | Qıvraq                   |          | 6,1                        |            |

### Ордубадский район
| Название  | Азербайджанское название | Статус с | Население тыс. чел. (2018) | Примечания |
| --------- | ------------------------ | -------- | -------------------------- | ---------- |
| Агдере    | Ağdərə                   |          | 0,0                        |            |
| Парагачай | Parağaçay                | 1954     | 0,1                        |            |
| Шахрияр   | Şəhriyar                 |          | 0,4                        |            |

### Садаракский район
| Название   | Азербайджанское название | Статус с | Население тыс. чел. (2018) | Примечания |
| ---------- | ------------------------ | -------- | -------------------------- | ---------- |
| Гейдарабад | Heydərabad               |          | 2,2                        |            |

### Шахбузский район
| Название | Азербайджанское название | Статус с | Население тыс. чел. (2018) | Примечания |
| -------- | ------------------------ | -------- | -------------------------- | ---------- |
| Бадамлы  | Badamlı                  |          | 0,7                        |            |

## Шеки-Закатальский экономический район

### Белоканский район
| Название  | Азербайджанское название | Статус с | Население тыс. чел. (2018) | Примечания |
| --------- | ------------------------ | -------- | -------------------------- | ---------- |
| Габагчёль | Qabaqçöl                 |          | 1,0                        |            |

### Габалинский район
| Название | Азербайджанское название | Статус с | Население тыс. чел. (2018) | Примечания |
| -------- | ------------------------ | -------- | -------------------------- | ---------- |
| Бум      | Bum                      |          | 5,8                        |            |
| Вандам   | Vəndam                   |          | 10,2                       |            |
| Нидж     | Nic                      |          | 6,2                        |            |

### Закатальский район
| Название | Азербайджанское название | Статус с | Население тыс. чел. (2018) | Примечания |
| -------- | ------------------------ | -------- | -------------------------- | ---------- |
| Алиабад  | Əliabad                  |          | 11,1                       |            |

### Шекинский район
| Название  | Азербайджанское название | Статус с | Население тыс. чел. (2018) | Примечания           |
| --------- | ------------------------ | -------- | -------------------------- | -------------------- |
| Туран     | Turan                    | 1938     | 2,2                        | ранее — Орджоникидзе |
| Челебихан | Çələbixan                |          | 0,3                        |                      |

## Бывшие посёлки городского типа
- Агджабеди — пгт с 1959 года. С 1962 — город.
- Акстафа — пгт с 1934 года. С 1941 — город.
- Али-Байрамлы — пгт с 1938 года. С 1954 — город. С 2008 года называется Ширван.
- Ахсу — пгт с 1949 года. С 1967 — город.
- Бабек — пгт с 1978 года. С 2020 — город.
- Багбанлар — пгт с 1946 года. В 1963 включён в черту города Кировабада.
- Барда — пгт с 1939 года. С 1948 — город.
- Белоканы — пгт с 1954 года. С 1968 — город.
- Бяндован — пгт с 1945 года. В конце 1970-х упразднён.
- Варташен — пгт с 1961 года. С 1968 — город.
- Горадиз — пгт с 1947 года. С 2007 — город.
- Далимамедли — пгт с 1958 года. С 1991 — город.
- Джебраил — пгт с 1950 года. С 1980 — город.
- Джульфа — пгт с 1935 года. С 1948 — город.
- Дивичи — пгт с 1944 года. С 1961 — город.
- Ждановск — пгт с 1938 года. С 1966 — город.
- Зангелан — пгт с 1957 года. С 1967 — город.
- Зардоб — пгт с 1960 года. С 1968 — город.
- Ильичевск — пгт с 1948 года (до 1964 назывался Норашен). С 1981 — город.
- Имишли — пгт с 1944 года. С 1960 — город.
- Исмаиллы — пгт с 1959 года. С 1967 — город.
- Касум-Исмаилов — пгт с 1958 года. С 1966 — город.
- Кахи — пгт с 1955 года. С 1967 — город.
- Кельбаджар — пгт с 1960 года. С 1980 — город.
- Красное Село — пгт с 1946 года. В 1963 включён в черту города Кировабада.
- Кубатлы — пгт с 1962 года. С 1990 — город.
- Куткашен — пгт с 1960 года. С 1973 — город.
- Кызыл-Бурун — пгт с 1941 года. С 1954 — город Сиазань.
- Лерик — пгт с 1962 года. С 2008 — город.
- Мараза — пгт с 1968 года. С 2008 — город Гобустан.
- Мадагиз — пгт с 1943 года. С конца 1970-х — сельский населённый пункт. C 2020 года называется Суговушан.
- Масаллы — пгт с 1950 года. С 1960 — город.
- Мардакерт — пгт с 1960 года. С 1985 — город.
- Мартуни — пгт с 1960 года. С 1985 — город.
- Тертер — пгт с 1947 года. С 1949 — город Мир-Башир.
- Набиагалы — пгт с 1971 года (до 1992 назывался Сафаралиев). С 2008 — город Самух.
- Нафталан — пгт с 1942 года. С 1967 — город.
- Нефтечала — город с 1959 года.
- Пришиб — пгт с 1949 года. С 1967 — город.
- Пушкино — пгт с 1945 года. С 1966 — город.
- Саатлы — пгт с 1947 года. С 1971 — город.
- Шамхор — пгт с 1938 года. С 1944 — город.
- Шахбуз — пгт с 1965 года. С 2007 — город.
- Ярдымлы — пгт с 1963 года. С 2008 — город.